# Aspitates sabuliferata
Aspitates sabuliferata är en fjärilsart som beskrevs av Walker 1862. Aspitates sabuliferata ingår i släktet Aspitates och familjen mätare. Inga underarter finns listade i Catalogue of Life.